# پیست اسکی پولادکف

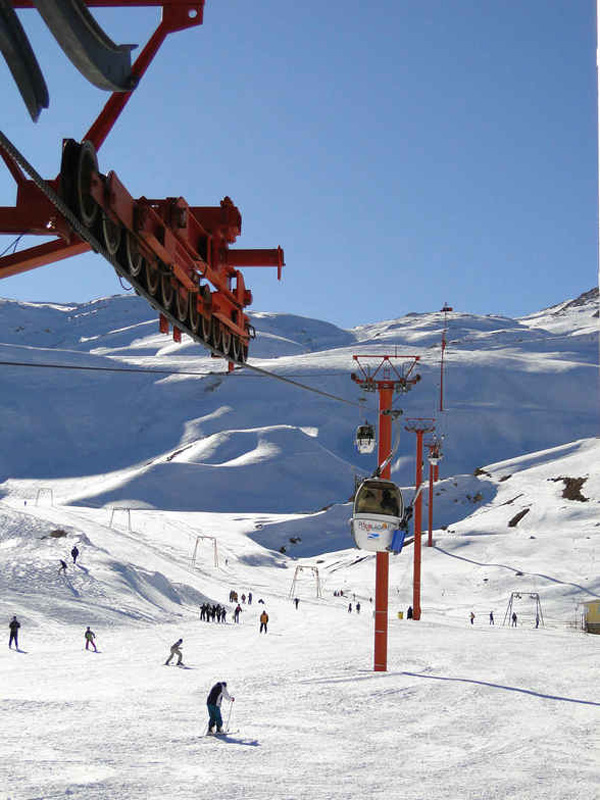
پیست اسکی پولادکف

مجموعه تفریحی ورزشی پولادکف دومین پیست اسکی بزرگ و بین‌المللی ایران است که در شهرستان سپیدان (۸۵ کیلومتری شمال‌غرب شیراز) و ۱۵ کیلومتری شهر اردکان مرکز شهرستان سپیدان واقع شده و استفاده تفریحی ورزشی دارد؛ همچنین این پیست به صورت چهار فصل دایر است.

## جغرافیا

### پیست
مجموعه پیست اسکی پولادکف در ارتفاع ۲۸۵۰ متری از سطح دریا واقع شده‌است.

### قله
قله مجموعه در ارتفاع ۳۴۰۰ متری از سطح دریا واقع شده و توسط تله‌کابین و تلسکی می‌توان به قله آن رسید.

## آب و هوا
این پیست دارای هوای خنک کوهستانی در فصل تابستان و بارش برف سنگین از نیمه‌های پاییز تا اوایل بهار می‌باشد.

## امکانات
از امکانات این مجموعه می‌توان به تله‌کابین، تلسکی، رستوران، فست فود، کافی شاپ، مهمان‌سرا، هتل، موتورهای برفی، ماشین‌های کوهستان، چرخ‌های هوشمند، قایق‌های پدالو، اسب سواری، دوچرخه سواری، لوازم اسکی و آموزشگاه اسکی نام برد.

## گالری

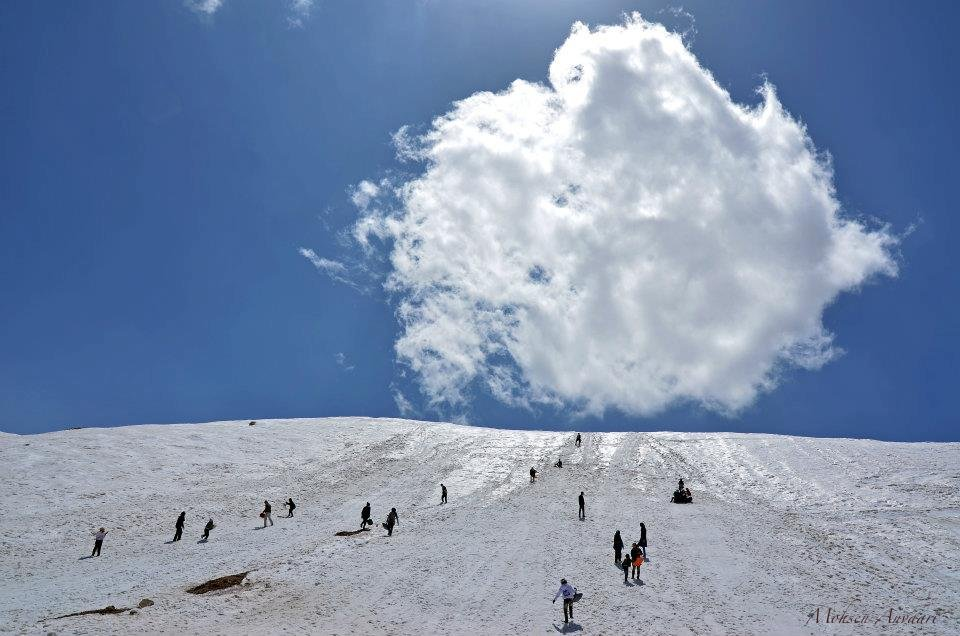
مردم در پولادکف بر روی برف می‌لغزند
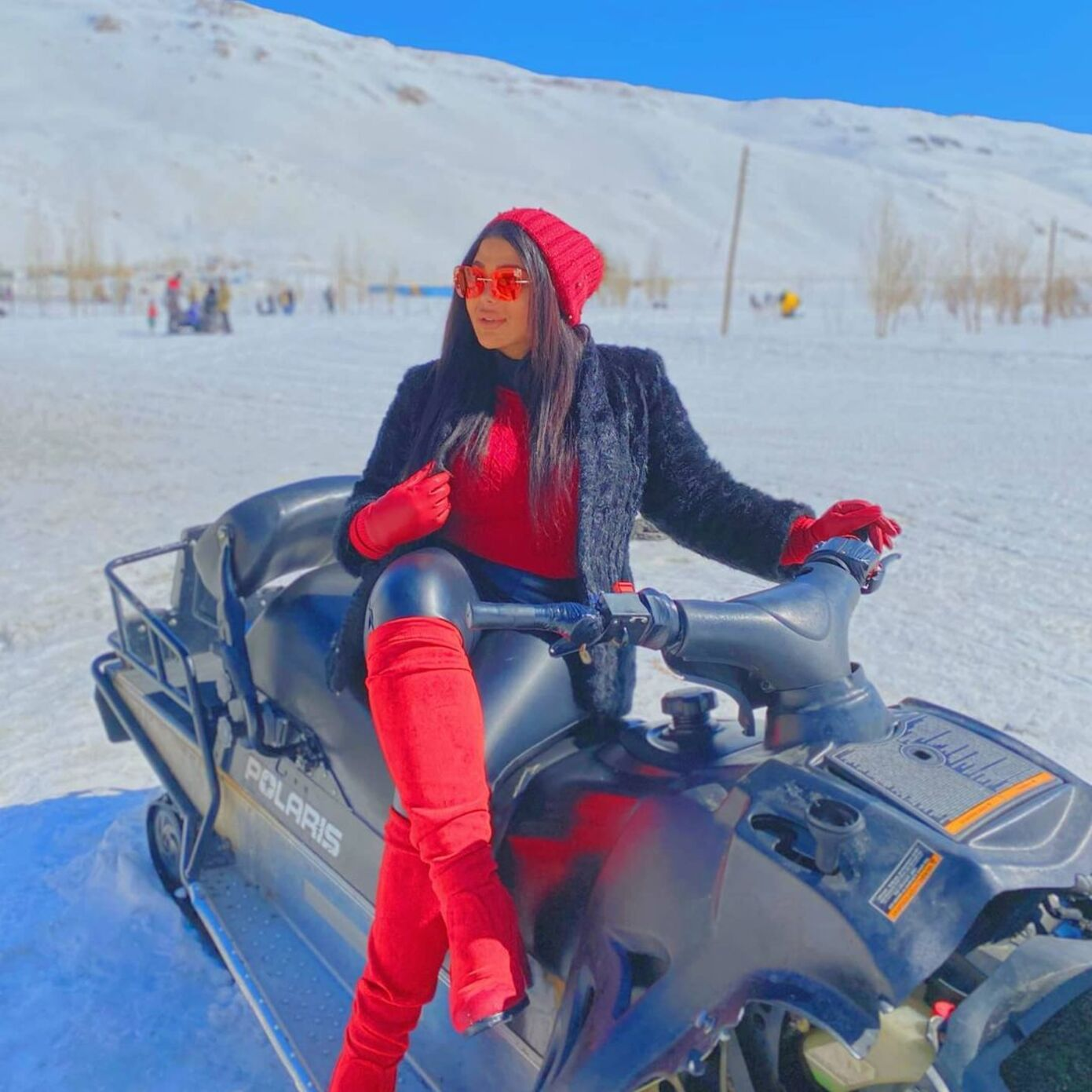
سرگرمی‌های فضای باز در پولادکف
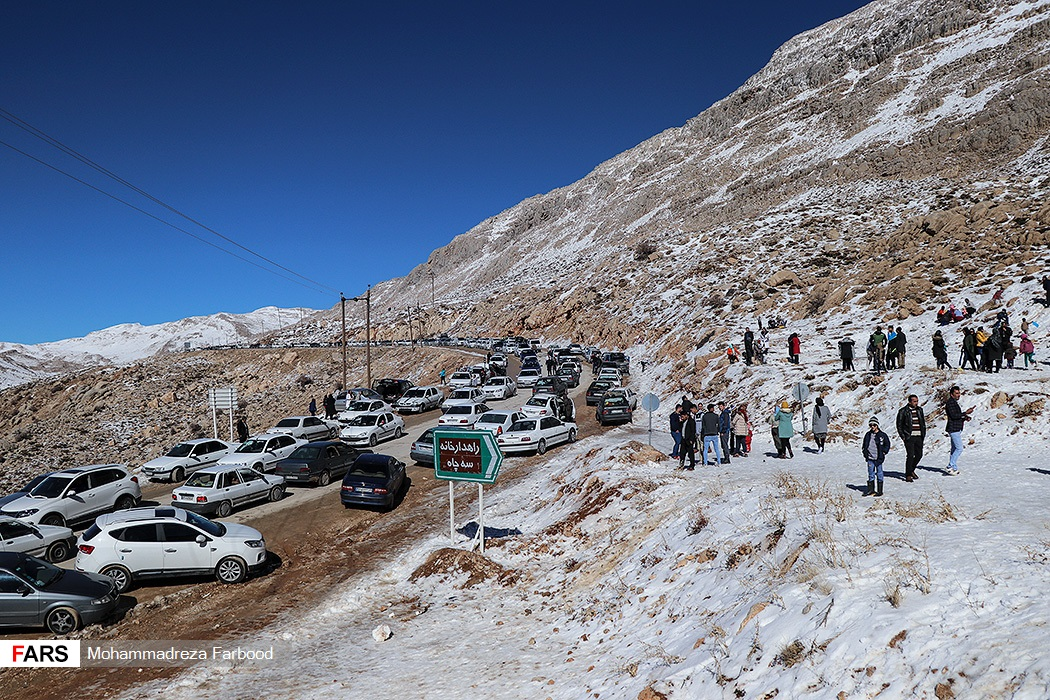
نمایی از پیست
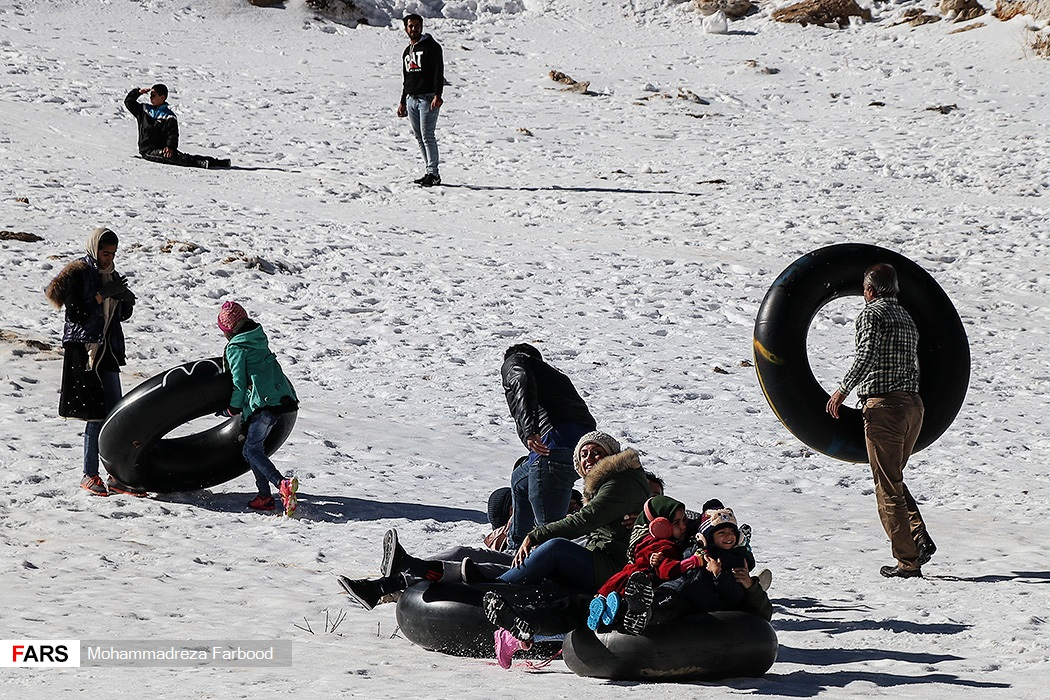
نمایی از پیست
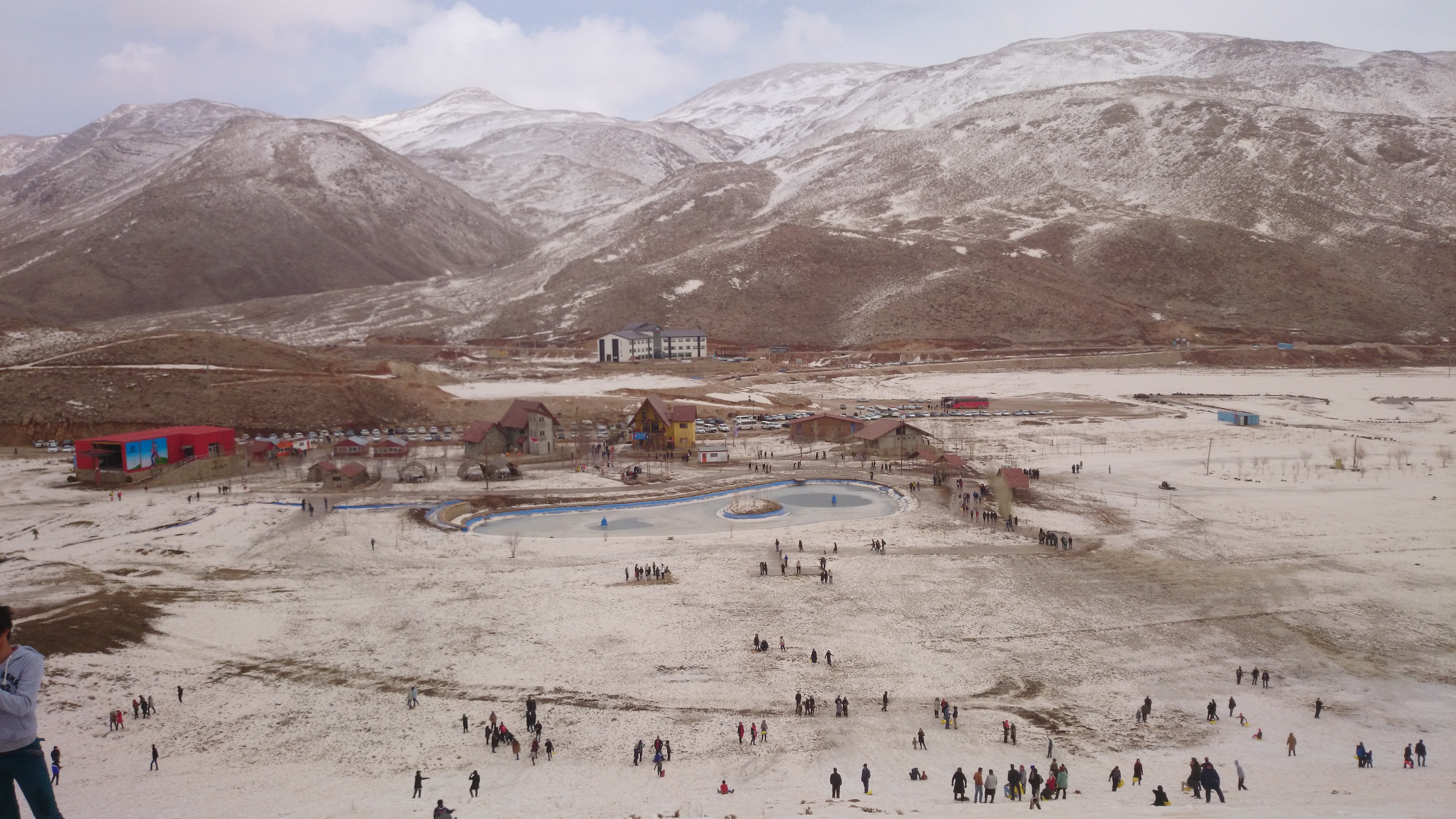
نمایی از پیست